# Свободный художник (музыкант)
Свободный художник (калька с фр. artiste libre) — в Российской империи звание, присваивавшееся выпускникам старшего отделения консерватории.
Звание было введено в середине 1860-х годов с целью покончить с парадоксом сословной системы: занятия музыкой не относились к числу «высоких» искусств и наук и потому были плохо совместимы с сословным статусом: так, дворянин, решивший заняться музыкой профессионально, а не как любитель, терял свой привилегированный статус, а представитель низшего сословия для занятий музыкой был должен получить должность согласно табели о рангах. Звание «свободного художника» позволяло музыкантам с высшим специальным образованием выйти из податного состояния и давало льготу «первого разряда» по отбыванию воинской повинности. Со званием приходили привилегии при поступлении на государственную службу, а для иудеев — и право повсеместного жительства (вне черты оседлости).